# Листратов, Анатолий Васильевич
Анато́лий Васи́льевич Листра́тов (род. 5 февраля 1934) — советский и российский оптик, инженер-конструктор оптико-электронных систем, педагог. Учёный военно-промышленного комплекса СССР, сотрудник Морского научно-исследовательского института радиоэлектроники «Альтаир». Лауреат Государственной премии СССР, Заслуженный деятель науки Российской Федерации.

## Биография
Сотрудник Морского научно-исследовательского института радиоэлектроники «Альтаир».
Конструктор современных оптико-электронных систем в интересах спутниковой метеорологии, физики атмосферы, исследования природных ресурсов, экологии и др.
В 1960—1990-е гг. выполнил более 25 НИОКР по государственной программе.
Доктор технических наук, член-корреспондент Международной академии информатизации.

## Награды
- Орден Трудового Красного Знамени
- Государственная премия СССР

## Почётные звания
- Заслуженный деятель науки Российской Федерации

### Монографии
- Листратов А. В., Сидоров В. И. Корабельные оптико-электронные локационные системы. — М.: МИРЭА, 2007. — 177 с. — ISBN 978-5-7339-0658-4

### Учебные пособия
- Листратов А. В., Сидоров В. И. Проектирование ИК систем в морском приборостроении: Учебное пособие. — М.: МИРЭА, 1994. — 76 с. — ISBN 5-7339-0053-9
- Листратов А. В., Сидоров В. И. Судовые ИК системы. Фотоприемные устройства: Учебное пособие. — М.: МИРЭА, 1995. — 60 с. — ISBN 5-7339-0005-9
- Листратов А. В. Сборник задач по теории теплового излучения и фотоприемным устройствам: Учебное пособие. — М.: МИРЭА, 1997. — 68 с. — ISBN 5-7339-0113-6
- Листратов А. В., Сидоров В. И. Функциональное построение и особенности конструкции современных судовых ИК-систем: Учебное пособие. — М.: МИРЭА, 2002. — 35 с. — ISBN 5-7339-0322-8